# 王韶 (项城郡公)
王韶（526年—594年），字子相，自称是太原郡晋阳县（今山西省太原市）人，北周、隋朝官员。

## 生平
王韶家族世代居住在京兆郡，父亲王楷是原州刺史。王韶幼年时方正风雅，很有奇特的节操。有见识的人认为他不一般。王韶在北周屡次有军功，官至车骑大将军、仪同三司，又转任军正。建德五年（576年），周武帝宇文邕攻占晋州后，想班师回军，王韶进谏说：“北齐丧失国家法度，至今已有几代人。上天奖励我们王室，一战就扼住北齐的咽喉。加上北齐上有君主昏聩，下有百姓恐惧，夺取政治荒乱的国家，侵侮将要灭亡的国家，正在今天。您正想放弃这个机会回去，臣因为愚昧鄙陋，深深的不能理解，请陛下考虑一下。”周武帝十分高兴，赐王韶细密的绢一百匹。北齐平定后，王韶因有功升任开府，封晋阳县公，食邑五百户，又获赐奴婢马匹牲畜数万，升任内史中大夫。周宣帝宇文贇即位，王韶出任丰州刺史，改封昌乐县公。
隋文帝杨坚接受禅让建立隋朝后，王韶进爵项城郡公，食邑两千户。之后王韶转任灵州刺史，加号大将军。开皇二年正月辛酉（582年2月24日），隋朝在并州设置河北道行台，晋王杨广出任行台尚书令。隋文帝认为北周势单力孤而灭亡，所以派遣儿子分别担任地方要职，大规模的挑选忠正诚信有才能声望的人担任行台属官，以灵州刺史王韶为行台右仆射，鸿胪卿赵郡李子雄为行台兵部尚书，左武卫将军朔方李彻总管晋王府军事。王韶和李子雄都有刚正忠直的名声，所以获得任用，王韶获赐细密的绢五百匹。因为王韶性格刚烈正直，杨广很是惧怕他，事事都征求王韶的意见，以免不合法度。有一次王韶奉命巡查长城，他走后杨广开凿护城河垒起三座小山，王韶返回后锁住自己向杨广进谏，杨广道歉并停掉了修筑的工程。隋文帝听说后嘉许赞叹，赐给王韶一百两黄金和后宫四名宫女。开皇八年十月甲子（588年11月22日），隋灭陈之战，王韶以行台右仆射兼任元帅府司马，率领军队前往河阳，与隋朝大军汇合。到达寿阳后，王韶和高熲商议军机大事，丝毫都不耽误。等到隋军攻克金陵，王韶就在金陵镇守。开皇九年（589年）二月，晋王杨广班师，将王韶留在石头城。过了一年多，王韶被征召回京，隋文帝对公卿大臣说：“晋王杨广年纪轻轻离开京城到藩镇，最终能平定吴越，抚平江湖，这都是王子相之力。”王韶因此进位柱国，获赐奴婢三百口，锦绢五千段。
开皇十一年（591年），隋文帝前往并州，因为王韶称职，特地加以慰劳勉励。之后，隋文帝对王韶说：“自从朕到这里，您的须发鬓角逐渐变白，莫不是操心劳累所致？朝廷柱石的希望，就在您的身上，努力去做吧！”王韶拜谢说：“臣近来已经很衰老，恨不懂得如何做官。”隋文帝说：“这是什么意思？所谓不懂得，只是没有用心罢了。”王韶回答说：“臣过去在时世混乱之际，尚且还很用心，何况遇到圣明之君，敢不尽心竭力吗！只是神明变化很精细微妙，不是愚笨不通的人所能赶得上的，加上臣今年已是六十六岁，已是垂暮之年，与往日相比，糊涂昏乱的时候居多。哪里敢自我放纵，以致招来自身的牵累，更担心的是因为自己衰朽不堪而致使朝廷的法度损伤紊乱。”隋文帝对王韶慰劳一番，就让他走了。
秦王杨俊出任并州总管，王韶仍然为长史。过了一年多到开皇十四年（594年），王韶因为有要事兼程回京，疲劳过度，气疾突发去世，时年虚岁六十八。隋文帝非常伤心惋惜，对杨俊的使者说：“告诉你们秦王，我先前让王子相慢慢进京，为什么要让他日夜兼程赶路？害死我王子相的人，难道不是你们秦王吗？”隋文帝说的非常凄凉伤心，又让有关部门为王韶建造住宅，说：“人都死了要住宅有什么用，只是用来表达我的一片深心罢了。”隋文帝又说：“王子相受我委任，十多年了始终不变，尊位显扬还没有到顶峰，现在却抛下我死了！”隋文帝边说边流下眼泪，于是让人取出王韶上奏的密封奏章十几封，传给群臣传阅。隋文帝说：“这些奏章直言匡正我的过失，给我的补益很多，我经常翻阅观看，不曾放下。”之后，朝廷赠予王韶上柱国，谥号敬公，食邑三千户。大业三年（607年），隋炀帝加赠王韶司徒公、尚书令，灵豳丰夏银盐尚庆云胜十州刺史，改谥号明，上柱国如故，追封魏国公、食邑三千户。儿子王士隆继承爵位。

## 家庭

### 父亲
- 王楷，一名豫，北周冠军侯、原州刺史[15]

### 兄弟
- 王显

### 子女
- 王士隆，隋朝光禄大夫、江南道元帅总管、尚书左仆射、耿国公
- 王仕恭，北周蒙县男，北周大象元年六月十八日因病在丰州去世，虚岁十四，隋朝开皇九年岁次己酉十月辛酉朔十三日癸酉迁葬于王家家族墓地[2]

## 墓地
2019年11月至2020年5月，陕西省考古研究院在陕西西咸新区空港新城底张街道韩家村发掘了一座完整的隋代家族墓园，为王韶家族墓地，其中王韶墓地有7天井，接近帝陵的规制。

## 延伸阅读
[在维基数据编辑]
 《隋書·卷62》，出自魏徵《隋书》